# Parviturbo turbinus
Parviturbo turbinus är en snäckart som först beskrevs av Dall 1889.  Parviturbo turbinus ingår i släktet Parviturbo och familjen Skeneidae. Inga underarter finns listade i Catalogue of Life.